# Sankari
Sankari è una suddivisione dell'India, classificata come town panchayat, di 27.402 abitanti, situata nel distretto di Salem, nello stato federato del Tamil Nadu. In base al numero di abitanti la città rientra nella classe III (da 20.000 a 49.999 persone).

## Geografia fisica
La città è situata a 11° 28' 48 N e 77° 52' 19 E.

## Società

### Evoluzione demografica
Al censimento del 2001 la popolazione di Sankari assommava a 27.402 persone, delle quali 14.193 maschi e 13.209 femmine. I bambini di età inferiore o uguale ai sei anni assommavano a 2.689, dei quali 1.397 maschi e 1.292 femmine. Infine, coloro che erano in grado di saper almeno leggere e scrivere erano 18.621, dei quali 10.657 maschi e 7.964 femmine.